# Heliophorus hewitsoni
Heliophorus hewitsoni är en fjärilsart som beskrevs av Moore. Heliophorus hewitsoni ingår i släktet Heliophorus och familjen juvelvingar. Inga underarter finns listade i Catalogue of Life.